# Спирогира
Спироги́ра (лат. Spirogyra) — род нитчатых харофитовых водорослей из семейства зигнемовых.

## Строение
Тело спирогиры — неветвящаяся нить, свободноплавающая или прикреплённая к субстрату ризоидами, состоящая из одного ряда цилиндрических клеток. Оболочкой каждой клетки является целлюлозная клеточная стенка, покрытая снаружи слизью. Большую часть клетки занимает вакуоль с клеточным соком. На цитоплазматических тяжах, проходящих через вакуоль, подвешено одно ядро. Оно крупное и округлое. В каждой клетке имеется по одному и более спирально закрученных хлоропластов, напоминающих ленты, расположенные в пристеночном слое цитоплазмы. Вследствие большой величины клеток спирогиры, достигающей у некоторых её видов 0,01 мм, а также вследствие простоты их строения, эта водоросль является одной из наиболее изученных и служит классическим объектом при изучении анатомии клетки водоросли.

## Жизненный цикл

Конъюгация спирогиры (на рисунке — справа) из работы К. А. Тимирязева, 1907 г.

Спирогира развивается в массе и иногда вызывает цветение воды.
Размножение вегетативное или половое (конъюгация). Конъюгация лестничная или боковая, иногда совмещенная в одной паре нитей. Происходит в теплое время года в мелководных, хорошо прогреваемых участках водоема при температуре 18—30 °C и pH 6,9—8,2. При конъюгации клетки двух соседних разнознаковых («+» или «-») нитей соединяются между собой боковыми выростами, образуется копуляционный канал, по которому протопласт одной клетки перетекает в другую и сливается с содержимым последней. Клетка, в которой произошло слияние (зигота), закругляется, отделяется от нити и, одеваясь толстой оболочкой, превращается в зигоспору. Зигоспора перезимовывает и весной претерпевает мейоз, давая 4 споры, три из которых отмирают, а одна прорастает в молодую нить («+» или «-»). Все стадии, кроме зиготы и зигоспоры, — гаплоидны.

Вот микроскопическая водоросль, уже нам знакомая спирогира, с её характеристическими спиральными лентами хлорофилла. В известный момент развития этого организма составляющие его нити принимают параллельное положение, как это видно на рисунке. В некоторых клетках содержимое собирается в круглые или овальные клубки, и в то же время на двух смежных клеточках образуются вздутия стенки. Эти бугорки растут навстречу, сталкиваются, разделяющая их перегородка всасывается, исчезает, и тогда содержимое двух клеточек сливается в одну массу, причём совершенно безразлично, перельётся ли содержимое из левой нити в правую или наоборот. Образовавшаяся таким образом округлая масса получает оболочку и превращается в спору, которая, освободившись, может прорасти и дать начало новому организму, новой нити спирогиры.
Здесь мы, следовательно, встречаем процесс оплодотворения в крайне простой форме: две клеточки сливаются, чтобы дать начало одной, которая и служит для воспроизведения организма.
— К. А. Тимирязев. Лекция VIII. Цветок и плод от 28.06.1907

## Распространение
Спирогира является одной из наиболее распространённых водорослей пресных вод всех частей света, встречается также и в солоноватых водах. Спирогира образует большие ватообразные скопления, которые плавают на поверхности воды или стелются по дну и очень часто встречаются в тине стоячих и текучих вод, в прудах, болотах, канавах, речках, ручьях, бассейнах и т. д. Спирогира найдена на высоте свыше 5 км над уровнем моря в соленой и слабосоленой воде, в минеральных источниках.

## Таксономия
Род разделяется на 2 подрода: Euspirogyra — сливающиеся клетки одинаковы по размеру, копуляционный канал развит — и Sirogonium — сливающиеся клетки различны по размеру, копуляционный канал развит слабо или совсем отсутствует, поэтому клетки сливаются друг с другом непосредственно. Известно около 350 видов спирогир, на территории России найдено 135 видов.
Это характерный и широко распространенный род среди семейства Зигнемоновых водорослей.

## Иллюстрации

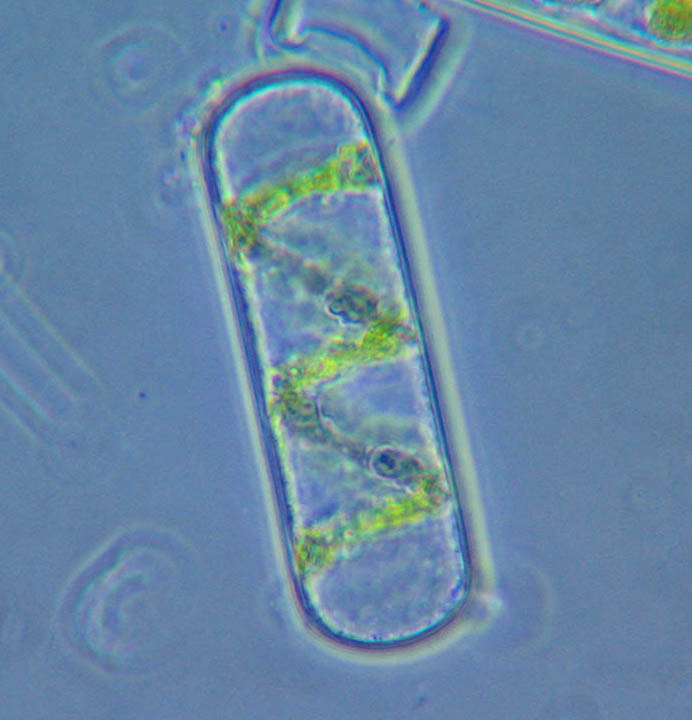
Клетка спирогиры
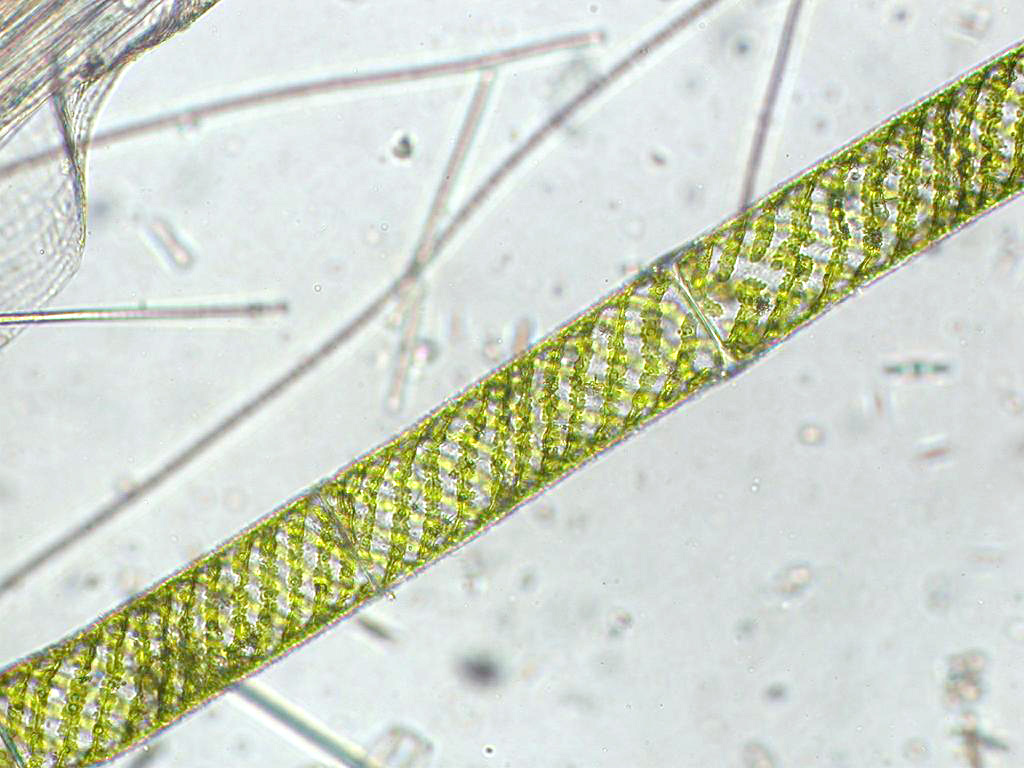
Spirogyra sp.
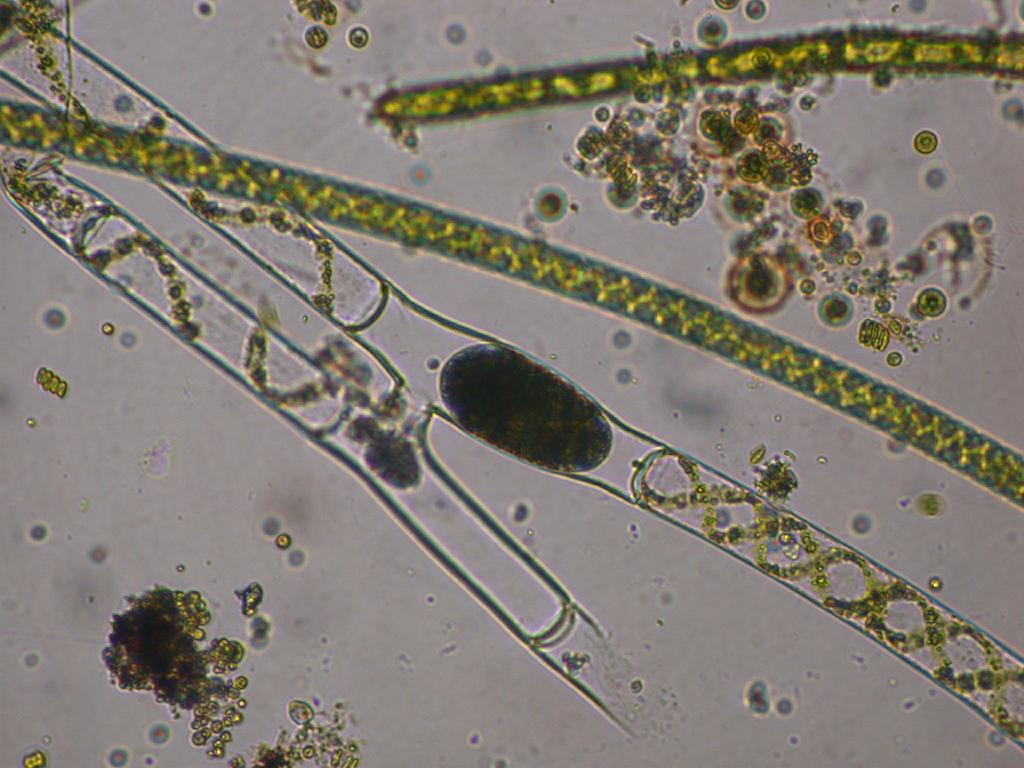
Зигота спирогиры
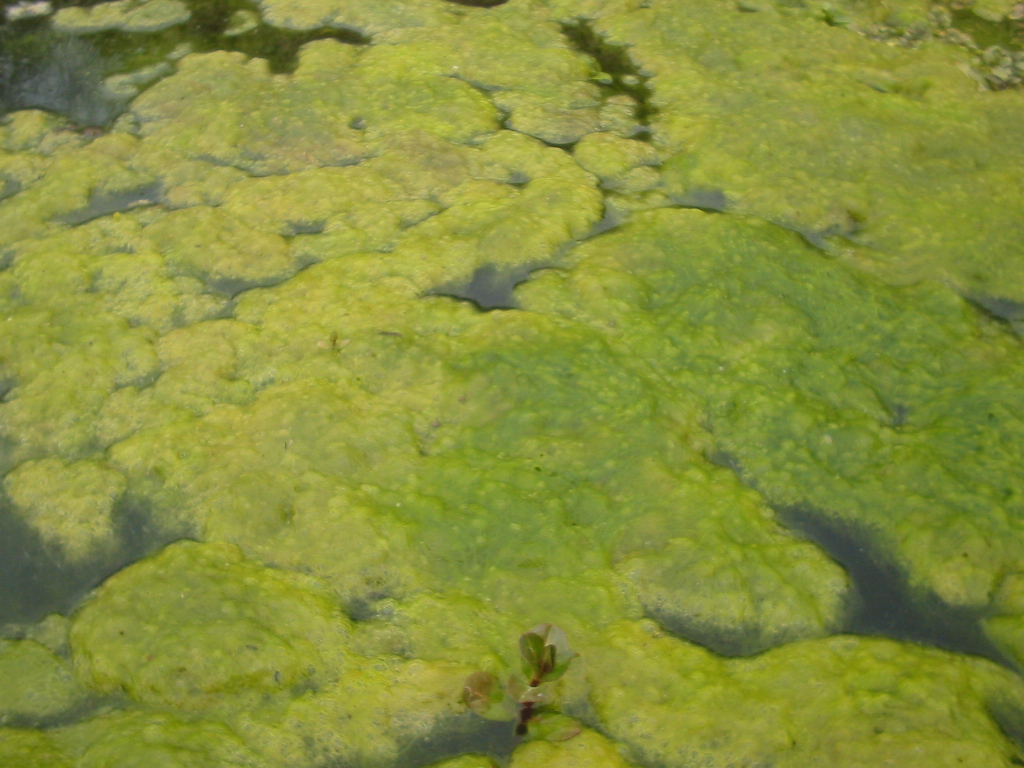
Скопление нитей спирогиры в водоёме